# Mateo Muñoz
Mateo Muñoz (Medellín, Antioquia, Colombia; 16 de junio de 1993) es un futbolista colombiano. Juega de centrocampista.

## Clubes
| Club             | País     | Año         | Partidos | Goles |
| ---------------- | -------- | ----------- | -------- | ----- |
| Somozas          | España   | 2015        | 1        | 0     |
| Leones           | Colombia | 2016 - 2018 | 60       | 5     |
| Cúcuta Deportivo | Colombia | 2018 - 2019 | 20       | 0     |
| Leones           | Colombia | 2019 - 2021 | 57       | 3     |
| Atlético Huila   | Colombia | 2022        | 4        | 0     |

## Palmarés

### Campeonatos nacionales
| Título    | Club             | País     | Año  |
| --------- | ---------------- | -------- | ---- |
| Primera B | Cúcuta Deportivo | Colombia | 2018 |